# Santa Monica Looff Hippodrome
Le Santa Monica Looff Hippodrome est un bâtiment forain américain à Santa Monica, en Californie. Situé à proximité immédiate de la jetée de Santa Monica, cet édifice destiné à recevoir un carrousel est inscrit au Registre national des lieux historiques et classé National Historic Landmark depuis le 27 février 1987.